# From a Second Story Window
From a Second Story Window foi uma banda de metalcore de Ohio, Estados Unidos.

## História
A banda surgiu em 2002, e no ano seguinte lançaram seu primeiro registro, o Ep The Cassandra Complex. O álbum foi relançado em 2004 pela gravadora Black Market Activities com o título de Not One Word Has Been Omitted. A formação inicial era composta por Sean Vandegrift nos vocais, Rob Hileman e Derek Vasconi nas guitarras, Joe Sudrovicno no baixo e Nick Huffman na bateria.

## Integrantes
- Will Jackson - vocal (2005 – 2008)
- Sean Vandegrift - vocal (2002 – 2005)
- Paul Misko - guitarra (2006 – 2008)
- Rob Hileman - guitarra (2002 – 2008)
- Derek Vasconi - guitarra (2002 – 2006)
- Joe Sudrovic - baixo (2002 – 2008)
- Nick Huffman - bateria (2002 – 2008)

## Discografia
- The Cassandra Complex (2003) EP
- Not One Word Has Been Omitted (2004) Relançamento do primeiro EP
- Delenda (2006)
- Conversations (2008)